# 2020年英國大獎賽
2020年英國大獎賽（英語：2020 British Grand Prix），官方名稱為2020年一級方程式賽車倍耐力英國大獎賽（Formula 1 Pirelli British Grand Prix 2020），是2020年7月31日至8月2日於英國舉辦的一場一級方程式賽車賽事。比賽將在英國銀石銀石賽道進行，預計進行52圈。本次賽事是自1950年開始列入F1後的第71屆，也是第54次於銀石賽道舉辦。
車手積分領先者為路易斯·漢米爾頓、也是分站衛冕冠軍，並且是本站史上最多勝的車手（7次，2008、2014、2015、2016、2017、2019、2020）。

## 背景

### COVID-19流行影響及賽曆變更
依照在2019年8月22日公布的賽程，本站原定於7月17日至19日進行。但受到2019冠狀病毒病疫情影響，因此官方對賽曆進行大幅度更動，將本站延後至7月31日至8月2日進行，與匈牙利站交換順序。

### 賽前積分戰況
經過前三站賽事後，F1迎來本季第一個偏長的休息，間隔一周後再次展開大賽。賽前的車手積分領先者為梅賽德斯車隊的路易斯·漢米爾頓，連續兩站取得桿位及分站冠軍的他目前手握63分積分、以5分差距領先隊友維爾特利·鮑達斯，第三名則是在上一站演出大驚奇的紅牛車手馬克斯·維斯塔潘，他在首站因車輛問題退賽後連續兩站站上頒獎台、目前擁有33分積分。
車隊積分則仍是梅賽德斯車隊一枝獨秀，目前已擁有121分積分、遙遙領先第二名的紅牛車隊，紅牛目前擁有55分積分；第三名則是本季表現相當出色的麥拉倫車隊，目前擁有41分，第四名則是賽點車隊的40分，法拉利車隊仍居於第五、擁有22分。

### 车队名单
赛点车队墨西哥车手塞吉歐·培瑞茲在英國時間周四、自由練習前被檢驗出COVID-19陽性反應、將為此自主隔離10天，也會因此错过本站及下周举行的70周年大奖赛。
車隊選擇簽下德国车手尼可·賀根堡頂替位置、而非啟用車隊登錄的儲備車手斯托弗·范多恩或埃斯特班·古鐵雷斯，兩者各受不同因素影響而不宜啟用：范多恩需要備戰2019-20年電動方程式錦標賽在8月5日至6日的柏林電動大獎賽，古鐵雷斯則需要重新申辦FIA超級駕駛執照，來不及趕上。
賀根堡曾在2011年至2016年效力於赛点车队的前身——印度力量车队担任主力车手。

## 賽事簡報

### 輪胎
| 乾地用胎  | 乾地用胎    | 乾地用胎  | 濕地用胎 | 濕地用胎 |
| --------- | ----------- | --------- | -------- | -------- |
| 硬胎 (C1) | 中性胎 (C2) | 軟胎 (C3) | 半雨胎   | 全雨胎   |

### 自由練習
本次英國大獎賽舉辦時間是歷年來最晚，相對以往更熱的氣溫與賽道溫度對部分車手帶來了麻煩；愛快羅密歐兩名車手都遇上了輪胎消耗過快與打滑的問題，安東尼奧·焦維納齊還在打滑後想將車輛開回車庫的途中發生輪胎表層脫落的狀況、引發了紅旗而使得第一階段練習短暫中斷約12分鐘，焦維納齊更因此受到賽會警告；威廉斯車手喬治·羅素也對車輛狀況多有抱怨。
第一階段單圈時間由紅牛車手馬克斯·維斯塔潘位居第一，梅賽德斯車手路易斯·漢米爾頓則排名第二，第三名出乎意料地由賽點車手蘭斯·斯托爾拿下。紅牛另一車手亞歷山大·阿爾本位居第四，第五名則是力圖振作的法拉利車手夏爾·勒克萊爾。
在練習開始前不久才抵達的尼可·賀根堡在第一階段雖僅有第九名成績，但與隊友的差距僅約0.6秒，顯然很快地就掌握了車輛狀態與比賽節奏；法拉利另一車手塞巴斯蒂安·維特爾則未能作出任何時間，花費大量時間在維修車輛的中冷器問題。
斯托爾的成績在下午的第二階段更進一步、位居第一，阿爾本亦提升成績至第二，但隨後發生打滑撞車而引發紅旗、導致練習中斷，第三名則是梅賽德斯另一車手維爾特利·鮑達斯。勒克萊爾的時間略有進展、排名第四，第五名則是前階段的第二名漢米爾頓。
維特爾在本階段遇上了更多問題，在座艙內發生零件鬆脫，也因此花費許多時間在維修上；阿爾本在撞車後前往醫療中心接受檢查，幸好並無大礙。
第三階段則由梅賽德斯兩名車手鮑達斯及漢米爾頓分居一二、緊追其後的是維斯塔潘；斯托爾持續表現驚奇、雖僅名列第四但單圈時間更加進步，第五名則由麥拉倫車手小卡洛斯·塞恩斯取得。
阿爾本的坐駕在本階段遇上動能回收系統問題、花費大量時間維修而未能做出好時間，維特爾再次遇上與前階段相同問題、並在無線電表示是踏板部分出現狀況，艾法托利兩名車手都更換了變速箱，丹尼爾·科維亞特更將為此受到五位罰退。

### 排位賽

#### 第一階段
第一階段中，威廉斯車隊車手尼古拉斯·拉提菲在最後一次嘗試時發生打滑、而他先前所寫下的紀錄僅能讓他排在第20名，他的隊友喬治·羅素則因為在雙黃旗期間未能充分減速而遭到調查—隨後因此被判罰退五位；第一階段被淘汰的有凱文·馬格努森、安東尼奧·焦維納齊、奇米·雷克南、羅曼·格羅斯讓及拉提菲，而隨著焦維納齊與雷克南都在此被淘汰，愛快羅密歐車隊成為目前唯一還未有車手晉級第二階段的隊伍。

#### 第二階段
各車隊及車手的策略在第二階段分成兩群：使用更接近比賽配置的中性胎的梅賽德斯車隊、紅牛車隊、賽點車隊及法拉利車隊之一的夏爾·勒克萊爾，以及選用軟胎拚搶資格的其他車手；會有這樣的差別源自於國際汽車聯盟在規章第24條4項中註明「晉級至第三階段的十名車手，在比賽開始時須使用於第二階段寫下最快圈速的那套輪胎。」
在階段前半，路易斯·漢米爾頓發生打滑，也因為他在回到賽道時帶了碎石進場而引發紅旗、使得階段暫時停止；階段重開後，漢米爾頓與隊友維爾特利·鮑達斯寫下分居一二的成績、且比其他人快上1秒；並非所有使用中性胎的車手都晉級到第三階段—紅牛車手亞歷山大·阿爾本及賽點車手尼可·賀根堡都未能晉級；第10名的蘭斯·斯托爾與第11名的皮埃爾·蓋斯利所寫下的時間都是1:26.501，但因為斯托爾較早完成紀錄而獲得晉級資格。

#### 第三階段
在階段開始、車輛出車時發生了一點有關斯托爾、勒克萊爾及丹尼爾·里卡多的插曲，
斯托爾抱怨法拉利讓勒克萊爾出車庫的時機太過危險，法拉利也因此受到調查，但最後並未因此受罰。
在第一次完成計時圈後，漢米爾頓以1:24.616打破賽道紀錄、更在數分鐘後以1:24.303刷新紀錄並奪下桿位，隊友鮑達斯則以0.313秒差距排名第二，第三名為馬克斯·維斯塔潘但與第一名的差距超過一秒；四至十名則為勒克萊爾、蘭多·諾里斯、斯托爾、小卡洛斯·塞恩斯、里卡多、埃斯特班·奧康及塞巴斯蒂安·維特爾。

### 正賽

#### 賽事
*最前提及的圈數以領先者為主
暌違半年以上重登賽場的尼可·賀根堡，其坐駕意外的在暖胎圈開始前發生動力單元故障，使他無法起跑而直接退賽；賽點車隊在賽後表示故障是變速箱的螺絲發生問題導致
在第一圈時，亞歷山大·阿爾本與凱文·馬格努森在18號彎發生碰撞，使得馬格努森車輛失控撞上護欄而退賽，事故並引發安全車出動。而阿爾本也因此被賽會處以加時五秒的處罰，後來在第30圈進站換胎時停等五秒以接受處分。
第12圈，丹尼爾·科維亞特的坐駕在右後輪發生爆胎，使他在10號彎打滑失控撞上護欄而退賽，再次引發安全車出動。此時大部分的車手紛紛趁著安全車出動進站換胎，唯獨羅曼·格羅斯讓沒有，這次的提早進站也爲在賽事尾聲發生的連環爆胎事故埋下伏筆。
第48圈，奇米·雷克南的坐駕鼻翼左前方破損脫落，碎片滿布賽道，但賽會沒有出動安全車來清理。
第50圈， 維爾特利·鮑達斯在三號彎爆胎，一直緊追在後的馬克斯·維斯塔潘趁機超越他而升上第二名；鮑達斯勉強撐回維修站換胎，因此掉到第十三位。
第51圈，馬克斯·維斯塔潘進站換上軟胎來拚搶最快圈速的額外積分，同時也預防發生可能的爆胎問題。
最後一圈，小卡洛斯·塞恩斯在十四號彎爆胎（他在第51圈），為此進站維修而由第四位掉到第十四位，而與他纏鬥許久的丹尼爾·里卡多趁機升上第四名；一直領先的路易斯·漢米爾頓在七號彎爆胎，第二名的維斯塔潘發動攻勢追擊、兩者差距由三十秒追到只剩下5.856秒，但漢米爾頓憑藉精湛的技術控制賽車度過危機、回到終點奪得冠軍，也是他在英國大獎賽的第七個冠軍。
維斯塔潘未能超車、但得到了最快圈速的額外一分積分。夏尔·勒克莱尔由開賽起就穩定發揮、為法拉利拿到寶貴的十五分積分。

#### 賽後
針對撞車意外，科維亞特表示當時他為了調整車輛設定而注意在方向盤上、因此分神未能注意行車路線導致失控，艾法托利車隊主席弗朗茨·托斯特則認為主因可能在爆胎；紅牛車隊則針對他們讓維斯塔潘進站換胎導致與漢米爾頓的差距拉開過大、以至於之後未能透過後者的意外爆胎超車奪勝的疑慮作出解釋，表示此舉是為了預防車輛發生與梅賽德斯車隊兩輛賽車相同的問題。
輪胎供應商倍耐力以及國際汽車聯盟在賽後隨即對連串爆胎事件展開調查，倍耐力認為原因如下：絕大多數車輛在第12圈就進站換胎、使得該套胎需要在單圈相對長的銀石賽道負擔相當多圈數，以及今年度的車輛可以說是賽史上最快的賽車、使得輪胎承受的壓力相對大上許多，尤其是左前輪（鮑達斯、塞恩斯及漢米爾頓的爆胎都在左前輪）。
雷諾車隊也再次針對賽點車隊的賽車零件（煞車盤）合法性提出上訴，已經是連續三場賽後都如此。

## 赛事结果

### 排位賽成績
| 名次               | 車號 | 車手              | 車隊              | 排位賽時間 | 排位賽時間 | 排位賽時間 | 發車位 |
| 名次               | 車號 | 車手              | 車隊              | 第一階段   | 第二階段   | 第三階段   | 發車位 |
| ------------------ | ---- | ----------------- | ----------------- | ---------- | ---------- | ---------- | ------ |
| 1                  | 44   | 路易斯·漢米爾頓   | 梅賽德斯          | 1:25:900   | 1:25:347   | 1:24.303   | 1      |
| 2                  | 77   | 維爾特利·鮑達斯   | 梅賽德斯          | 1:25.801   | 1:25.015   | 1:24.616   | 2      |
| 3                  | 33   | 馬克斯·維斯塔潘   | 紅牛-本田         | 1:26.115   | 1:26.144   | 1:25.325   | 3      |
| 4                  | 16   | 夏爾·勒克萊爾     | 法拉利            | 1:26.550   | 1:26.203   | 1:25.427   | 4      |
| 5                  | 55   | 蘭多·諾里斯       | 麥拉倫-雷諾       | 1:26.855   | 1:26.420   | 1:25.782   | 5      |
| 6                  | 18   | 蘭斯·斯托爾       | 賽點-BWT梅賽德斯  | 1:26.243   | 1:26.501   | 1:25.839   | 6      |
| 7                  | 55   | 小卡洛斯·塞恩斯   | 麥拉倫-雷諾       | 1:26.715   | 1:26.149   | 1:25.965   | 7      |
| 8                  | 3    | 丹尼爾·里卡多     | 雷諾              | 1:26.677   | 1:26.339   | 1:26.009   | 8      |
| 9                  | 31   | 埃斯特班·奧康     | 雷諾              | 1:26.396   | 1:26.252   | 1:26.209   | 9      |
| 10                 | 5    | 賽巴斯蒂安·維特爾 | 法拉利            | 1:26.469   | 1:26.455   | 1:26.339   | 10     |
| 11                 | 10   | 皮埃爾·蓋斯利     | 艾法托利-本田     | 1:26.343   | 1:26.501   |            | 11     |
| 12                 | 23   | 亞歷山大·阿爾本   | 紅牛-本田         | 1:26.565   | 1:26.545   |            | 12     |
| 13                 | 27   | 尼可·賀根堡       | 賽點-BWT梅賽德斯  | 1:26.327   | 1:26.566   |            | 13     |
| 14                 | 26   | 丹尼爾·科維亞特   | 艾法托利-本田     | 1:26.774   | 1:26.744   |            | 191    |
| 15                 | 63   | 喬治·羅素         | 威廉斯-梅賽德斯   | 1:26.732   | 1:27.092   |            | 202    |
| 16                 | 20   | 凱文·馬格努森     | 哈斯-法拉利       | 1:27.158   |            |            | 14     |
| 17                 | 99   | 安東尼奧·焦維納齊 | 愛快羅密歐-法拉利 | 1:27.164   |            |            | 15     |
| 18                 | 7    | 奇米·雷克南       | 愛快羅密歐-法拉利 | 1:27.366   |            |            | 16     |
| 19                 | 8    | 羅曼·格羅斯讓     | 哈斯-法拉利       | 1:27.643   |            |            | 17     |
| 20                 | 6    | 尼古拉斯·拉提菲   | 威廉斯-梅賽德斯   | 1:27.705   |            |            | 18     |
| 107%時間：1:31.807 |      |                   |                   |            |            |            |        |
| 來源：             |      |                   |                   |            |            |            |        |

註記：
- ^1  –丹尼爾·科維亞特因為更換變速箱，遭罰退5位，將從第19位起跑[12]。
- ^2  –喬治·羅素在排位賽出現雙黃旗時未依規定減速，遭罰退5位，將從第20位起跑[21]。

### 正賽成績
| 名次                                                        | 車號 | 車手              | 車隊              | 圈數 | 時間/退賽     | 發車位 | 積分 |
| ----------------------------------------------------------- | ---- | ----------------- | ----------------- | ---- | ------------- | ------ | ---- |
| 1                                                           | 44   | 路易斯·漢米爾頓   | 梅賽德斯          | 52   | 1:28:01.283   | 1      | 25   |
| 2                                                           | 33   | 馬克斯·維斯塔潘   | 紅牛-本田         | 52   | +5.856        | 3      | 191  |
| 3                                                           | 16   | 夏爾·勒克萊爾     | 法拉利            | 52   | +18.474       | 4      | 15   |
| 4                                                           | 3    | 丹尼爾·里卡多     | 雷諾              | 52   | +19.650       | 8      | 12   |
| 5                                                           | 55   | 蘭多·諾里斯       | 麥拉倫-雷諾       | 52   | +22.277       | 5      | 10   |
| 6                                                           | 31   | 埃斯特班·奧康     | 雷諾              | 52   | +26.937       | 9      | 8    |
| 7                                                           | 10   | 皮埃爾·蓋斯利     | 艾法托利-本田     | 52   | +31.188       | 11     | 6    |
| 8                                                           | 23   | 亞歷山大·阿爾本   | 紅牛-本田         | 52   | +32.670       | 12     | 4    |
| 94                                                          | 18   | 蘭斯·斯托爾       | 賽點-BWT梅賽德斯  | 52   | +37.311       | 6      | 2    |
| 10                                                          | 5    | 賽巴斯蒂安·維特爾 | 法拉利            | 52   | +41.857       | 10     | 1    |
| 11                                                          | 77   | 維爾特利·鮑達斯   | 梅賽德斯          | 52   | +42.167       | 2      |      |
| 12                                                          | 63   | 喬治·羅素         | 威廉斯-梅賽德斯   | 52   | +52.004       | 20     |      |
| 13                                                          | 55   | 小卡洛斯·塞恩斯   | 麥拉倫-雷諾       | 52   | +53.370       | 7      |      |
| 14                                                          | 99   | 安東尼奧·焦維納齊 | 愛快羅密歐-法拉利 | 52   | +54.2052      | 15     |      |
| 15                                                          | 6    | 尼古拉斯·拉提菲   | 威廉斯-梅賽德斯   | 52   | +54.549       | 18     |      |
| 16                                                          | 8    | 羅曼·格羅斯讓     | 哈斯-法拉利       | 52   | +55.050       | 17     |      |
| 17                                                          | 7    | 奇米·雷克南       | 愛快羅密歐-法拉利 | 51   | +1 lap        | 16     |      |
| RET                                                         | 26   | 丹尼爾·科維亞特   | 艾法托利-本田     | 11   | 輪胎爆裂/事故 | 19     |      |
| RET                                                         | 20   | 凱文·馬格努森     | 哈斯-法拉利       | 1    | 碰撞損毀      | 14     |      |
| DNS                                                         | 27   | 尼可·賀根堡       | 賽點-BWT梅賽德斯  | 0    | 動力單元故障  | —3     |      |
| 最快圈速： 馬克斯·維斯塔潘 – 紅牛-本田 – 1:27.097（第52圈） |      |                   |                   |      |               |        |      |
| 來源：                                                      |      |                   |                   |      |               |        |      |

註記：
- ^1 馬克斯·維斯塔潘為最快圈速車手，獲得額外1分積分。
- ^2 安東尼奧·焦維納齊原以第十二名完賽，但因為在安全車帶領情況下超速，遭處以5秒加時，最終名列第十四名。
- ^3 尼可·賀根堡原以第13順位起跑，但由於車輛在暖胎圈前發生故障導致無法開賽，因此該位置留空。
- ^4 蘭斯·斯托爾的成績目前僅為暫列，決定於國際汽車聯盟對於雷諾車隊針對賽點車隊賽車合法性的上訴做出如何的判決。

### 賽後排名
|   | 名次 | 車手            | 積分 |
| - | ---- | --------------- | ---- |
|   | 1    | 路易斯·漢米爾頓 | 88   |
|   | 2    | 維爾特利·鮑達斯 | 58   |
|   | 3    | 馬克斯·維斯塔潘 | 52   |
|   | 4    | 蘭多·諾里斯     | 36   |
| 2 | 5    | 夏爾·勒克萊爾   | 33   |

|   | 名次 | 車手            | 積分 |
| - | ---- | --------------- | ---- |
| 1 | 6    | 亞歷山大·阿爾本 | 26   |
| 1 | 7    | 塞吉歐·培瑞茲   | 22   |
|   | 8    | 蘭斯·斯托爾     | 20   |
| 2 | 9    | 丹尼爾·里卡多   | 20   |
| 1 | 10   | 小卡洛斯·塞恩斯 | 15   |

|   | 名次 | 車手            | 積分 |
| - | ---- | --------------- | ---- |
|   | 1    | 路易斯·漢米爾頓 | 88   |
|   | 2    | 維爾特利·鮑達斯 | 58   |
|   | 3    | 馬克斯·維斯塔潘 | 52   |
|   | 4    | 蘭多·諾里斯     | 36   |
| 2 | 5    | 夏爾·勒克萊爾   | 33   |

|   | 名次 | 車手            | 積分 |
| - | ---- | --------------- | ---- |
| 1 | 6    | 亞歷山大·阿爾本 | 26   |
| 1 | 7    | 塞吉歐·培瑞茲   | 22   |
|   | 8    | 蘭斯·斯托爾     | 20   |
| 2 | 9    | 丹尼爾·里卡多   | 20   |
| 1 | 10   | 小卡洛斯·塞恩斯 | 15   |

|   | 名次 | 車隊             | 積分 |
| - | ---- | ---------------- | ---- |
|   | 1    | 梅賽德斯         | 146  |
|   | 2    | 紅牛-本田        | 78   |
|   | 3    | 麥拉倫-雷諾      | 51   |
| 1 | 4    | 法拉利           | 43   |
| 1 | 5    | 賽點-BWT梅賽德斯 | 42   |

|  | 名次 | 車隊              | 積分 |
|  | ---- | ----------------- | ---- |
|  | 6    | 雷諾              | 32   |
|  | 7    | 艾法托利-本田     | 13   |
|  | 8    | 愛快羅密歐-法拉利 | 2    |
|  | 9    | 哈斯-法拉利       | 1    |
|  | 10   | 威廉斯-梅賽德斯   | 0    |

|   | 名次 | 車隊             | 積分 |
| - | ---- | ---------------- | ---- |
|   | 1    | 梅賽德斯         | 146  |
|   | 2    | 紅牛-本田        | 78   |
|   | 3    | 麥拉倫-雷諾      | 51   |
| 1 | 4    | 法拉利           | 43   |
| 1 | 5    | 賽點-BWT梅賽德斯 | 42   |

|  | 名次 | 車隊              | 積分 |
|  | ---- | ----------------- | ---- |
|  | 6    | 雷諾              | 32   |
|  | 7    | 艾法托利-本田     | 13   |
|  | 8    | 愛快羅密歐-法拉利 | 2    |
|  | 9    | 哈斯-法拉利       | 1    |
|  | 10   | 威廉斯-梅賽德斯   | 0    |

- 註記：車手積分僅列出前十名。

## 外部連結
| 上一場： 2020年匈牙利大獎賽 | 2020年世界一级方程式锦标赛 | 下一場： 70周年大獎賽     |
| 上一屆： 2019年英國大獎賽   | 英國大獎賽                 | 下一屆： 2021年英國大獎賽 |